# Schlacht von Clavijo

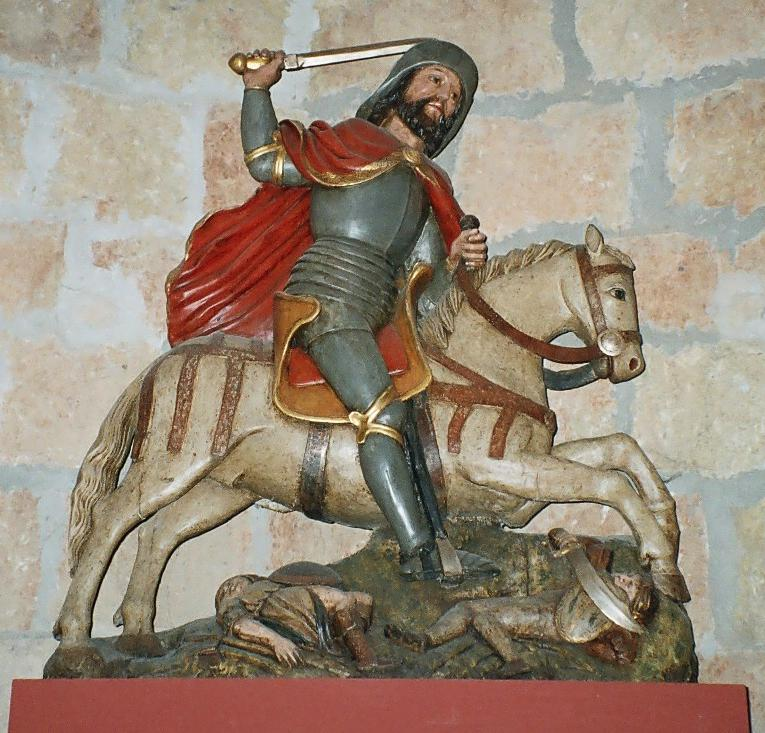
Jakobus der Ältere als Santiago Matamoros

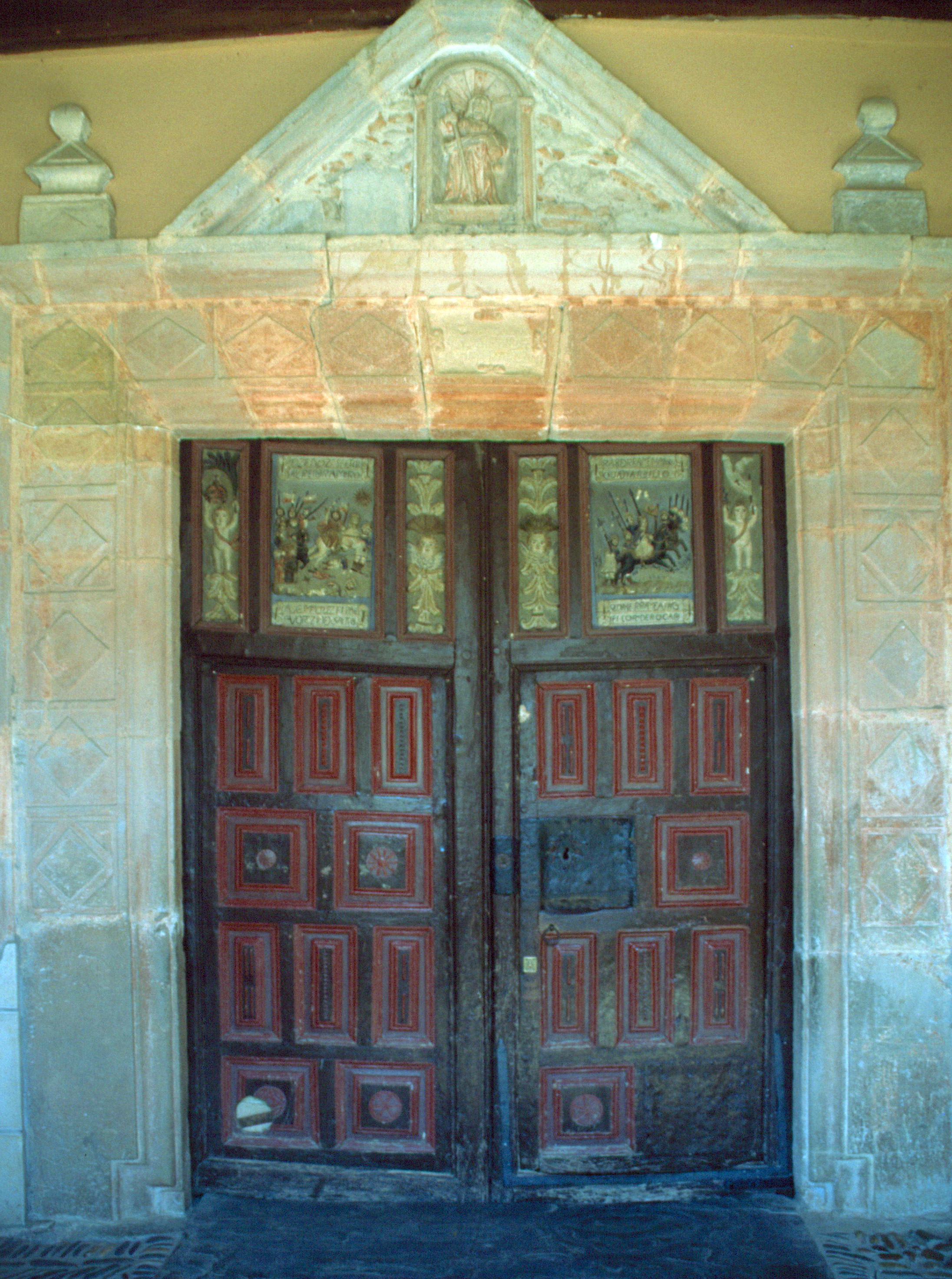
Portal der Jakobskirche in Villadangos del Paramo

Die Schlacht von Clavijo gehört wegen der mit ihr verbundenen Legende zu den berühmten Schlachten der Reconquista. Sie fand angeblich am 23. Mai 844 (nach anderen Angaben 834) auf dem Campo de la Matanza in der Nähe von Clavijo in der Region La Rioja zwischen dem Heer des Königs Ramiro I. von Asturien und einer Streitmacht des Emirs Abd ar-Rahman II. statt. Ramiro soll gesiegt haben. Nach Auffassung der modernen Forschung ist die Schlacht aber entweder frei erfunden oder es handelte sich tatsächlich um ein Gefecht, das erst nach Ramiros Tod stattfand.

## Überlieferung
Der Bericht über die Schlacht stammt aus einer angeblich von König Ramiro nach dem Sieg am 25. Mai 844 ausgestellten Urkunde, dem Privilegio de los Votos. Diese Urkunde wurde um die Mitte des 12. Jahrhunderts von dem Geistlichen Pedro Marcio in Santiago de Compostela gefälscht und ist als Quelle für das 9. Jahrhundert daher ohne Wert. Die Darstellung der gefälschten Urkunde wurde im 13. Jahrhundert von den Chronisten Lucas von Tui und Rodrigo Jiménez de Rada übernommen und gelangte so über den Umweg des De rebus Hispaniae auch in spätere Geschichtswerke, insbesondere in die Estoria de España (Crónica General).
In der gefälschten Urkunde werden dem König Ramiro folgende Aussagen unterstellt. Einige seiner (nicht namentlich genannten) Vorgänger hätten aus Faulheit und Pflichtvergessenheit nicht gegen die Muslime gekämpft, sondern den Frieden durch eine jährliche Tributzahlung erkauft. Dieser erstmals erwähnte Tribut der einhundert Jungfrauen, habe aus hundert christlichen Jungfrauen bestanden, 50 aus dem Adel und 50 aus dem Volk, die den Muslimen übergeben worden seien. Er, Ramiro, habe den Tribut verweigert und den Kampf gewählt. Zunächst sei sein Heer in die Flucht geschlagen worden und habe sich dann bei Clavijo erneut gesammelt. Dort sei ihm der heilige Apostel Jakobus (Santiago) als Schutzheiliger Spaniens im Traum erschienen und habe ihm für die kommende Schlacht Hilfe versprochen. Am nächsten Morgen seien die christlichen Truppen mit dem Ruf „Hilf uns, Gott und heiliger Jakob!“ in den Kampf gezogen und hätten gesiegt, wobei der Apostel selbst als Ritter auf einem Schimmel erschienen sei. 70.000 Feinde seien gefallen. Zum Dank habe Ramiro nachher der Jakobskirche in Santiago eine jährliche Zahlung gewährt, die als allgemeine Abgabe von allen Christen im Reich zu entrichten sei.
Da keine der älteren Quellen, die der Epoche Ramiros I. zeitlich weit näher stehen, die Schlacht erwähnt, obwohl diese ein spektakuläres Ereignis gewesen sein müsste, wenn sie sich in der beschriebenen Weise abgespielt hätte, ist davon auszugehen, dass es sich um eine Erfindung des Urkundenfälschers handelt. Dieser gehörte selbst der Jakobskirche an, die von der gefälschten Urkunde profitieren sollte.

## Darstellung in der Kunst
Angeblich soll Jakobus der Ältere durch sein Eingreifen in der Schlacht von Clavijo den Sieg der Christen miterrungen haben; auf diese Legende sind die zahlreichen, seit dem 15. Jahrhundert bekannten, Gemälde und Skulpturen von Santiago Matamoros zurückzuführen (siehe auch Schlacht von Clavijo (Notre-Dame-en-Vaux)). Weitere Darstellungen dieser Schlacht: das 1714 von Cosmas Damian Asam geschaffene Deckengemälde in der Kirche von Kloster Ensdorf in der Oberpfalz sowie das 1750 von Johann und Otto Gebhard gemalte Deckenbild in der Stadtpfarrkirche St. Jakob (Cham), Oberpfalz.